# Montemitro
Montemitro (moliseslawisch Mundimitar) ist eine italienische Gemeinde mit 283 Einwohnern (Stand 31. Dezember 2023).
Der Ort liegt in der Provinz Campobasso in der Region Molise. Die Nachbargemeinden sind Celenza sul Trigno, Montefalcone nel Sannio, San Felice del Molise und Tufillo.
Montemitro ist zusammen mit San Felice del Molise und Acquaviva Collecroce eine der drei Gemeinden, in denen Moliseslawisch gesprochen wird.